# 鞍手パーキングエリア
鞍手パーキングエリア（くらてパーキングエリア）は、福岡県鞍手郡鞍手町中山の九州自動車道（鹿児島方面のみ）上にあるパーキングエリア。

## 概要
下り線のみに設置されている。かつてはトイレと自動販売機、小規模飲食コーナーのみの形態であったが、2007年（平成19年）7月31日、直方PAと共にイオングループのコンビニエンスストア・ミニストップが出店した。これにより自動販売機は撤去されている。2022年（令和4年）11月11日にコンビニエンスストアと店舗がリニューアルオープンした。
運営事業者は、財団法人道路施設協会→財団法人道路サービス機構（J SaPa、現：財団法人高速道路交流推進財団）を経て、西日本高速道路サービス・ホールディングス株式会社となっている。
かつては高速バスの停留所が併設されていたが、2006年（平成18年）4月1日付で直方PAの向かいの下り線側にバス停留所を新設し、直方PAから双方向へのバス利用が可能となったのと引き換えに廃止された。その跡地は2011年（平成23年）に開通した鞍手インターチェンジの一部となっており、現在PA内にバス停の痕跡は無く、県道472号線からバス停に至る階段が残るのみである。県道472号線上には西鉄バス筑豊の路線が通っており、遠賀川駅・直方駅方面にバスが運行されているが、当PAのバス停廃止により最寄りの停留所は「鞍手パーキングエリア口」から「中屋敷」に名称変更された。

## 道路
- E3 九州自動車道

## 施設

### 下り線（熊本方面）
- 駐車場
  - 大型 27台
  - 小型 66台
  - 二輪 4台
  - トレーラー 4台
  - 身障者用小型 2台
- トイレ
  - 男性 大4（和式1・洋式3）・小10
  - 女性 13（和式1・洋式12）
  - 車椅子用 1
  - ファミリー用  1
- コンビニエンスストア「セブン-イレブン」（24時間）
  - セブン銀行ATM
  - FAX・コピーサービス
- スナックコーナー・フードコート「牛めし松屋」（24時間）
- ベビーコーナー（24時間）
- 宅配サービス（24時間）
- 郵便ポスト（鞍手郵便局）

## 隣
E3 九州自動車道
(4)八幡IC/BS - 直方PA/BS（PAは上り線のみ） - (4-1)鞍手IC・鞍手PA（下り線のみ） - (4-2)宮田スマートIC - (5)若宮IC/BS
鞍手IC下り出入口はPAの外を覆い回るように造られており、ICとPAを直接往来することはできない構造となっている。